# نوى دهليزية
النوى الدهليزية هي إحدى نوى الأعصاب القحفية المعنية بالعصب الدهليزي.
وتتجمع هذه النوى (طبقا لترمينولوجيا أناتوميكا) في كل من الجسر والنخاع المستطيل الكائنان بجذع الدماغ .

## التركيب

### المسار
تدخل ألياف العصب الدهليزي إلى النخاع المستطيل على الجانب الإنسي من الألياف القوقعية، وتمر بين السويقة السفلية والمسار الشوكية للعصب الثلاثي التوائم .
تنقسم هذه الألياف إلى ألياف صاعدة وألياف هابطة، حيث تنتهي الخلايا الهابطة بالتشجر حول خلايا النواة الإنسية الواقعة في الباحة السمعية للحفرة المعينية. فيما تنتهي الألياف الصاعدة إما بنفس الطريقة وإما في النواة الدهليزية الوحشية التي تقع على الجانب الإنسي للباحة السمعية وبعيدًا عن أرضية البطين الرابع.
تُكمل بعض محاور خلايا النواة الوحشية (وربما محاور النواة الإنسية أيضا) لأعلى عبر السويقة السفلية لتصل إلى نوى السقف في الجانب المقابل من المخيخ.

### النوى الفرعية
تُوجد 4 نوى فرعية تقع على أرضية البطين الرابع .
| اسم                                                      | الموقع                                 | ملاحظات |
| -------------------------------------------------------- | -------------------------------------- | --- |
| النواة الدهليزية الإنسية ( أو النواة الدهليزية الرئيسية) | النخاع المستطيل (أرضية البطين الرابع ) | تقابل الجزء السفلي من الباحة السمعية للحفرة المعينية.[بحاجة لمصدر] وتسمى النهايات الذنبية لهذه النواة أحيانًا بالنواة الدهليزية الهابطة أو الشوكية . |
| النواة الدهليزية الوحشية (أو نواة ديتيرس)                | النخاع المستطيل (في الأعلى)            | تتكون من خلايا كبيرة وتقع في الزاوية الوحشية للحفرة المعينية، ويُطلق على الجزء الظهري الوحشي من هذه النواة أحيانًا اسم نواة Bechterew .               |
| النواة الدهليزية السفلية                                 | النخاع (في الأسفل)                     | |
| النواة الدهليزية العلوية                                 | الجسر                                  | |